# 大仓镇
大仓镇，是中华人民共和国云南省大理白族自治州巍山彝族回族自治县下辖的一个乡镇级行政单位。

## 行政区划
大仓镇下辖以下地区：
大仓村、小河村、同兴村、幸福村、永福村、永进村、团结村、甸中村、新胜村和小三家村。

## 中国传统村落
2013年8月，啄木郎被评为第二批中国传统村落。